# جبريل القطري
جبريل القطري كان كاتبًا من إقليم البحرين (وتحديدًا في قطر الحديثة) من كنيسة المشرق. كتب تعليقًا على طقوس السريان الشرقي، باللغة السريانية.

## الحياة
إن تاريخ غابرييل غير مؤكد، ولكن من المحتمل أنه ازدهر في أواخر القرن السادس وأوائل القرن السابع. ويشير إلى شوبالماران، الأسقف المتروبوليتاني لكركا دي بيث سلوخ، الذي ربما توفي في أو حوالي عام 620، بأنه لا يزال على قيد الحياة. يجب أن يسبق تعليقه إصلاحات الطقوس المرتبطة ببطريركية إشعياء الثالث (649-659).
وقد حدد سرحد يوسيب جمو [الإنجليزية] مؤلف التعليق مع جبريل القطري الذي جمع مخطوطة البشيطة (الكتاب المقدس السرياني) في نصيبين في السنة الخامسة والعشرين من حكم كسرى الثاني (إما 614 أو 615). هناك إشارات في هذه المخطوطة إلى مدرسة نصيبين، ومن المرجح أنها نُسخَت هناك. ويشير الإعلان إلى أن جبريل كان يعمل بحضور أستاذه مار زكا، مما يوحي بأنه كان طالبًا صغيرًا في ذلك الوقت. رفض سيباستيان بروك التعريف. توجد المخطوطة حاليًّا في المكتبة البريطانية، رقم الأرشيف: 14471.

## الأعمال
وقد نجا تعليق جبريل، المعروف أحيانًا بالعنوان اللاتيني (تفسير الواجبات - باللاتينية: Interpretatio officiorum)، في مخطوطة واحدة نُسخَت في دير الدب [الإنجليزية]، والتي صُنفَت الآن باسم المكتبة البريطانية (أر. 3336). وقد نُشر وتُرجم الجزء الخاص بالقرابين المقدسة [الإنجليزية] إلى اللغة الإنجليزية فقط. نُشر ملخص لتعليق أبراهام بار ليفي. التاريخ الموجود على المخطوطة تالف جزئيًّا. وقد نُسخَت في آخر يوم جمعة من شهر تموز في عام من القرن الثالث عشر، إما 1238 أو 1268 أو 1288.
ينقسم التعليق إلى خمس عظات ( ميمري ) في شكل أسئلة وأجوبة. العظة الأولى تتعلق بالرمشة [الإنجليزية] (صلاة الغروب) في أيام الأسبوع وتحتوي على خمسة عشر سؤالاً؛ والعظة الثانية تتعلق بالصبرة [الإنجليزية] في أيام الأسبوع في سبعة عشر سؤالاً؛ والعظة الثالثة بالرمشة [الإنجليزية] والليلة في أيام الأحد في خمسة أسئلة؛ والعظة الرابعة بالصبرة في أيام الأحد في تسعة أسئلة؛ والعظة الخامسة حول القربان المقدس، وهو القربان المقدس ، في ثمانية أسئلة. 

## ملحوظات
1. ↑  مذكور في: Library of Congress Name Authority File. مُعرِّف مكتبة الكونغرس (LCNAF): no2018054564. الوصول: 18 يناير 2021. المُؤَلِّف: مكتبة الكونغرس. لغة العمل أو لغة الاسم: الإنجليزية.
2. 1 2 3  Brock 1999، صفحة 89.
3. 1 2 3  Brock 2011.
4. 1 2 3  Brock 2003، صفحة 198.
5. ↑  Kilmartin 1981، صفحة 444n.
6. ↑  Brock 2003، صفحات 201–244.

## فهرس
- Brock، Sebastian P. (1999). "Syriac Writers from Beth Qaṭraye". ARAM Periodical. ج. 11 ع. 1: 85–96. DOI:10.2143/aram.11.1.504452.
- Brock، Sebastian P. (2003). "Gabriel of Qatar's Commentary on the Liturgy". Hugoye. ج. 6 ع. 2: 197–248. مؤرشف من الأصل في 2023-10-01.
- Brock، Sebastian P. (2011). "Gabriel Qaṭraya". في Sebastian P. Brock؛ Aaron M. Butts؛ George A. Kiraz؛ Lucas Van Rompay (المحررون). Gorgias Encyclopedic Dictionary of the Syriac Heritage. Gorgias Press. مؤرشف من الأصل في 2024-11-08.
- Kilmartin، Edward J. (1981). "John Chrysostom's Influence on Gabriel Qatraya's Theology of Eucharistic Consecration". Theological Studies. ج. 42 ع. 3: 444–457.